# 12357 Toyako
12357 Toyako este un asteroid din centura principală de asteroizi.

## Descriere
12357 Toyako este un asteroid din centura principală de asteroizi. A fost descoperit pe 16 septembrie 1993 la Kitami de Kin Endate și Kazuro Watanabe. Asteroidul prezintă o orbită caracterizată de o semiaxă mare de 3,13 ua, o excentricitate de 0,09 și o înclinație de 11,2° în raport cu ecliptica.